# Citroën CX
Citroën CX je automobil vyráběný francouzskou automobilkou Citroën v letech 1974–1991. V roce 1975 byl zvolen Evropským autem roku. Za 16 let výroby se prodalo téměř 1,2 milionu vozů.
Některými příznivci Citroënu je považován za poslední „skutečný Citroën“ předtím, než automobilku převzal Peugeot.

## Historie
Na modelu se začalo pracovat koncem 60. let. Tvůrci měli před sebou obtížný úkol nahradit legendární Citroën ID/DS. Inspiraci jim poskytl koncept BMC-1800 Berlina Aerodinamica z roku 1967 navržený Paolo Martinem ze studia Pininfarina. Vytvořili vůz vyšší střední třídy s opět unikátním futuristickým designem a pokročilými technologiemi, který byl představen v srpnu 1974 se dvěma zážehovými motory, převzatými od předchůdce. Připravený třírotorový Wankelův motor nebyl pro nadměrnou spotřebu po skokově několikanásobném zvýšení cen benzínu nabízen, použití motoru Maserati V6 z kupé Citroën SM nebylo automobilkou Peugeot, která převzala Citroën, povoleno. V roce 1975 přišlo na trh praktické kombi CX Break s rozvorem delším o 25 cm a z něj odvozený luxusní automobil CX Prestige jako skutečná náhrada modelu DS. V roce 1976 dostal CX první dieselový motor. V květnu 1977 byla nabídka doplněna sportovní verzí GTI.
Facelift S2 v červenci 1985 přinesl např. plastové nárazníky, nová zpětná zrcátka a ochranné boční lišty. Vozy byly také odolnější proti korozi.
V roce 1991 byla definitivně ukončena výroba Citroënu CX.
Citroën CX Prestige využíval francouzský prezident Jacques Chirac. Vůz byl také oficiálním vozem Ericha Honeckera.

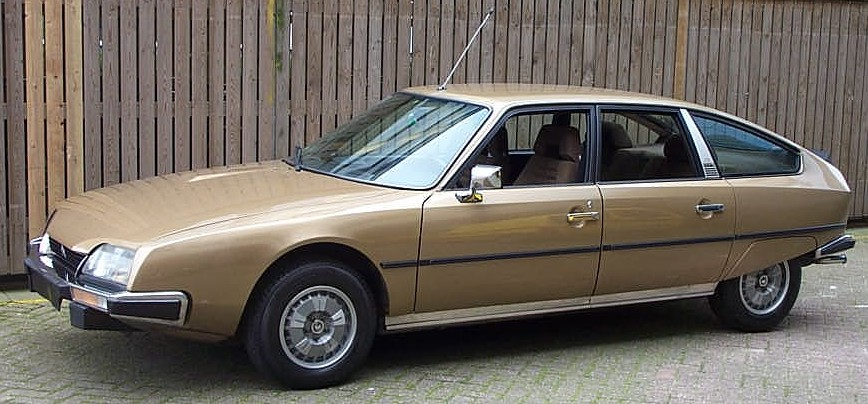
Citroën CX 2400 GTI (1978)
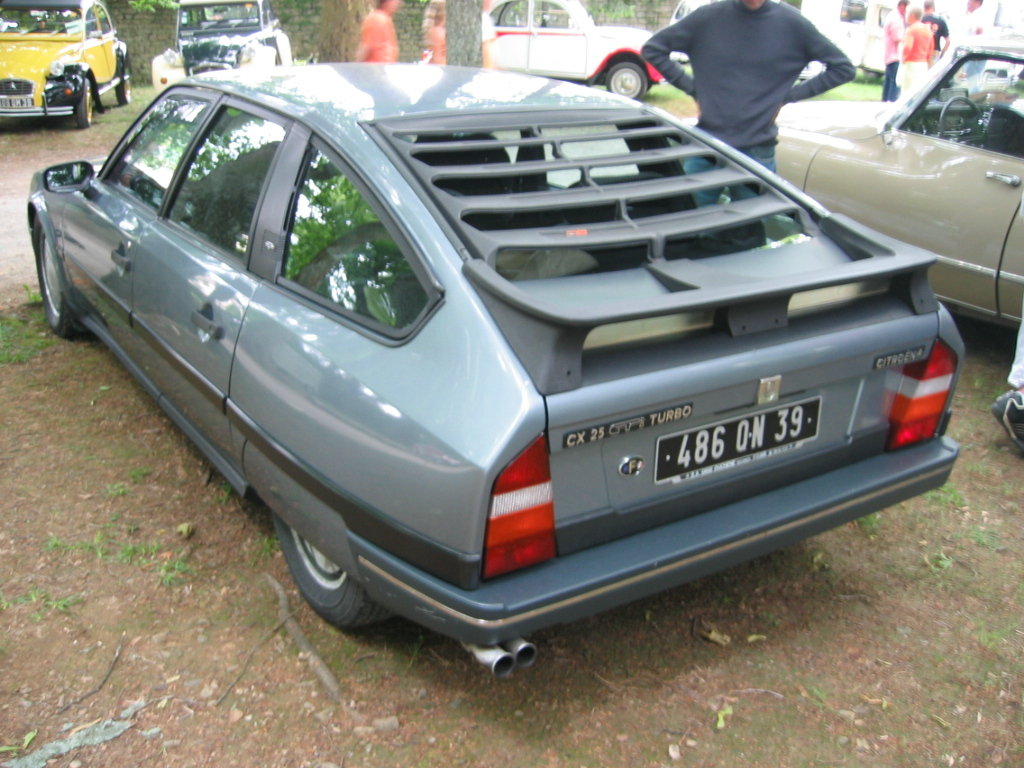
Citroën CX 25 GTi Turbo (1984–1985)
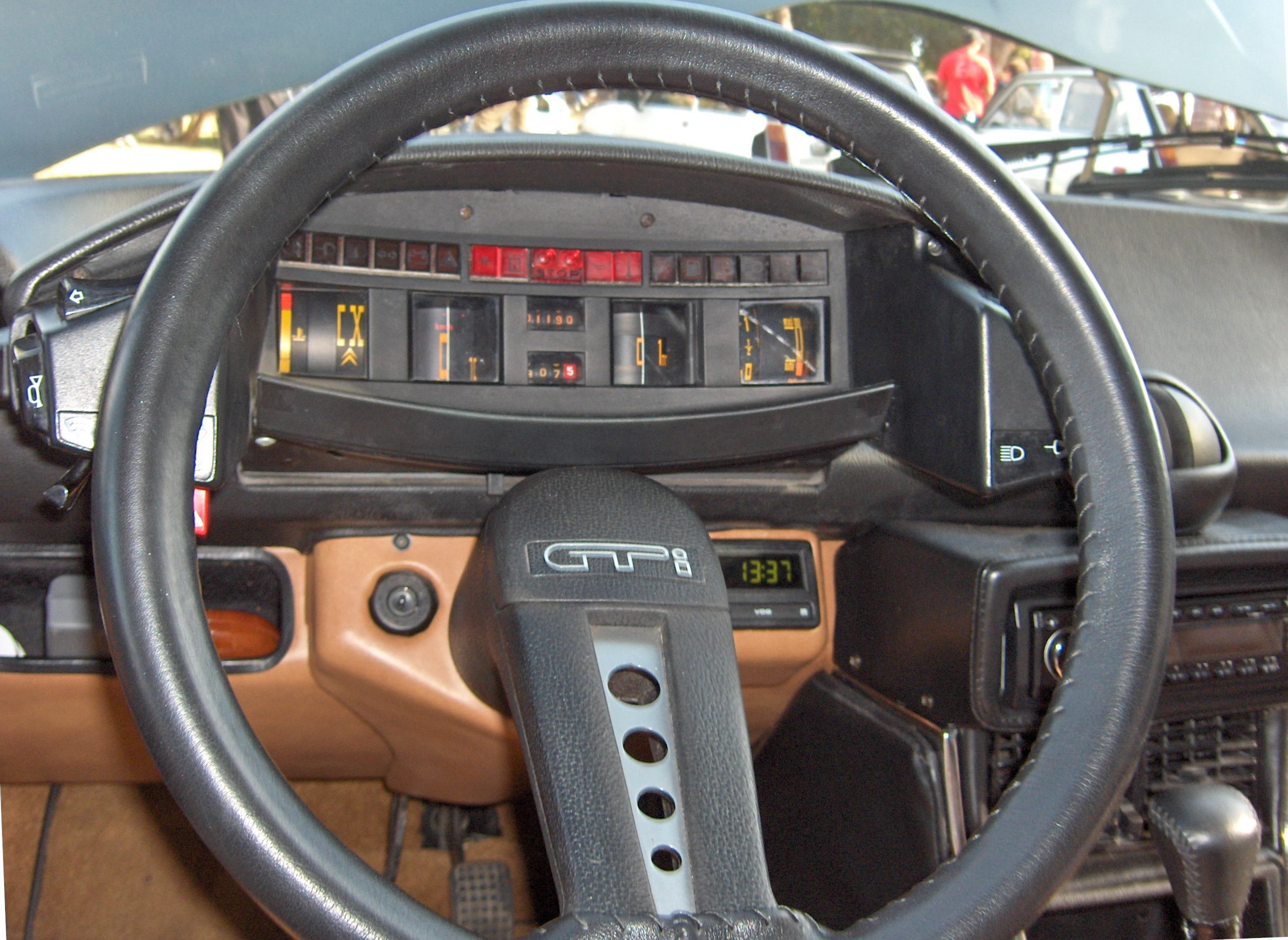
Interiér
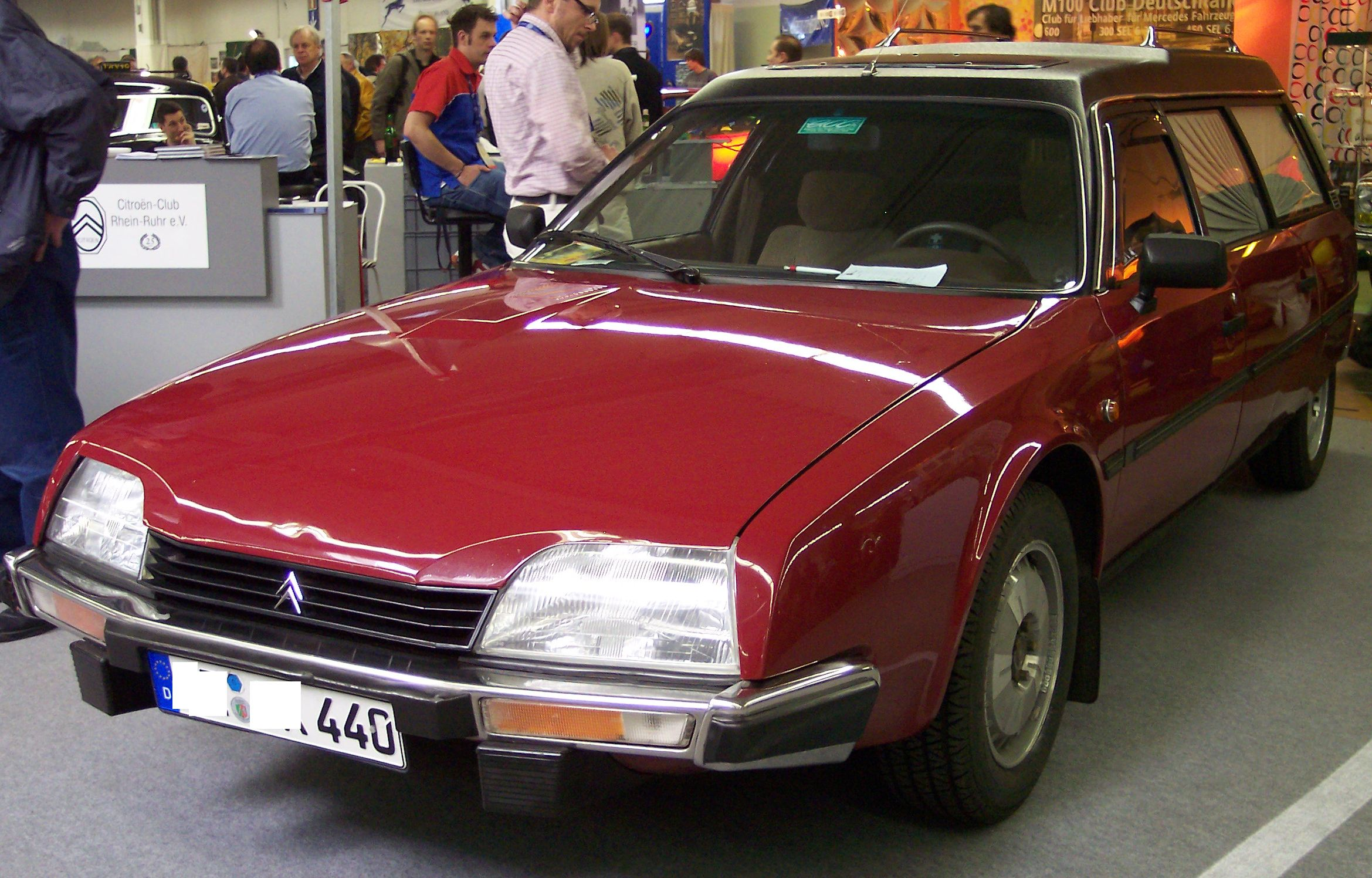
Citroën CX Break (1975–1985)

## Karosářské verze

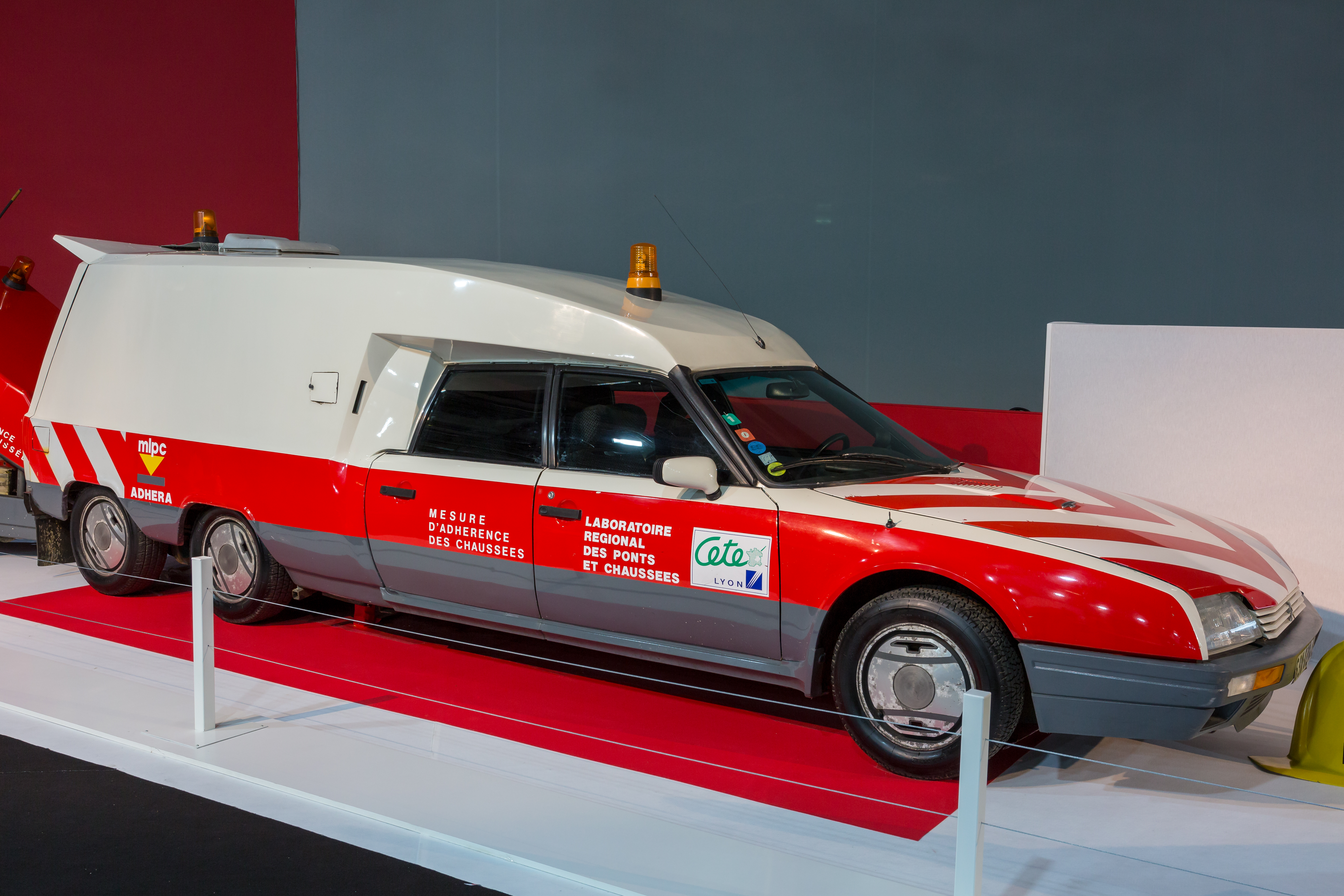
CX LoadRunner Bagagère

Kromě klasického fastbacku bylo v roce 1975 představeno kombi. Později verze Familiale určená pro 8 cestujících a třínápravový CX LoadRunner Bagagère, využívaný pro rychlý transport např. jako vozidlo záchranné služby, ale i jako vozidlo pro přepravu denního tisku na velké vzdálenosti.

## Technické inovace
Citroën CX byl stejně jako jeho předchůdce vybaven hydropneumatickým podvozkem. Přibyly také hydraulické brzdy a posilovač řízení Diravi z kupé Citroën SM. Vůz vynikal také aerodynamikou (Cx=0,3), pomáhalo tomu konkávní zadní okno končící kolmou zádí, bránící  turbulenci lépe, než polokapkovitý tvar. To již ve 30. letech očekával německý aerodynamik Wunibald Kamm a studio Pininfarina potvrdilo testy v aerodynamickém tunelu.

## Motory
- 2,0 L (1965 cc) I4
- 2,0 L (1995 cc) I4
- 2,2 L (2165 cc) I4
- 2,2 L (2175 cc) I4
- 2,4 L (2347 cc) I4
- 2,4 L (2347 cc) I4
- 2,5 L (2499 cc) I4
- 2,5 L (2499 cc) I4 s turbodmychadlem
- 2,5 L (2499 cc) I4 s turbodmychadlem a mezichladičem
- 2,2 L (2200 cc) nafta I4
- 2,5 L (2500 cc) nafta I4 75 koní (56 kW)
- 2,5 L (2500 cc) nafta I4 s turbodmychadlem 95 koní (71 kW)
- 2,5 L (2500 cc) nafta I4 s turbodmychadlem a mezichladičem 120 koní (89 kW)